# Acmaeodera davidsoni
Acmaeodera davidsoni  (лат.) — вид жуков-златок рода Acmaeodera из подсемейства Polycestinae (Acmaeoderini). Распространён в Новом Свете. Кормовым растением имаго являются Acacia constricta, Acacia greggii, Mimosa biuncifera (Barr 1972:180); Prosopis sp. (Bellamy 1982:359), а у личинок — неизвестны.
Вид был впервые описан в 1972 году американским колеоптерологом Уильямом Барром (William F. Barr, University of Idaho, Moscow, США).